# Världsmästerskapen i poänglopp
Världsmästerskapen i poänglopp arrangeras av UCI årligen för herrar sedan 1980 och för damer sedan 1988 som en del av Världsmästerskapen i bancykling. Från 1977 till 1991 kördes därtill världsmästerskapstävlingar för amatörer (ej 1984 och 1988 då det ersattes av olympiska spelen).
Flest titlar bland herrarna har Urs Freuler med åtta (varav sju i rad 1981–1987), därefter Cameron Meyer med fem och Bruno Risi med fyra (plus en som amatör...). På damsidan har Ingrid Haringa och Olga Sljusareva fyra segrar xar.

## Podieplaceringar

### Herrar – amatörer
| År   | Vinnare           | Tvåa                  | Trea                 |
| 1977 | Constant Tourné   | Jan Faltyn            | Nikolaj Makarov      |
| 1978 | Noël Dejonckheere | Walter Baumgartner    | Jean-Jacques Rebière |
| 1979 | Igor Sláma        | Pierangelo Bincoletto | Urs Freuler          |
| 1980 | Gary Sutton       | Viktor Manakov        | Josef Kristen        |
| 1981 | Lutz Haueisen     | Leonard Nitz          | Michael Marcussen    |
| 1982 | Hans-Joachim Pohl | Michael Marcussen     | Karl Krenauer        |
| 1983 | Michael Marcussen | Hans-Joachim Pohl     | Ivan Romanov         |
| 1984 | ej avhållet       | ej avhållet           | ej avhållet          |

| År   | Vinnare           | Tvåa              | Trea            |
| 1985 | Martin Penc       | Philippe Grivel   | Dan Frost       |
| 1986 | Dan Frost         | Olaf Ludwig       | Leonard Nitz    |
| 1987 | Marat Ganejev     | Uwe Messerschmidt | Pascal Lino     |
| 1988 | ej avhållet       | ej avhållet       | ej avhållet     |
| 1989 | Marat Satybaldiev | Fabio Baldato     | Leo Peelen      |
| 1990 | Stephen McGlede   | Bruno Risi        | Jan Bo Petersen |
| 1991 | Bruno Risi        | Stephen McGlede   | Jan Bo Petersen |

### Herrar – professionella/elit
| År   | Vinnare            | Tvåa                  | Trea                  |
| 1980 | Constant Tourné    | Giovanni Mantovani    | Heinz Betz            |
| 1981 | Urs Freuler        | Danny Clark           | Giuseppe Saronni      |
| 1982 | Urs Freuler        | Gary Sutton           | Roman Hermann         |
| 1983 | Urs Freuler        | Guido Bontempi        | Gary Sutton           |
| 1984 | Urs Freuler        | Gary Sutton           | Henry Rinklin         |
| 1985 | Urs Freuler        | Hans Ledermann        | Stefano Allocchio     |
| 1986 | Urs Freuler        | Michel Vaarten        | Stefano Allocchio     |
| 1987 | Urs Freuler        | Anthony Doyle         | Roger Ilegems         |
| 1988 | Daniel Wyder       | Adriano Baffi         | Michael Marcussen     |
| 1989 | Urs Freuler        | Gary Sutton           | Martin Penc           |
| 1990 | Laurent Biondi     | Michael Marcussen     | Danny Clark           |
| 1991 | Vjatjeslav Jekimov | Francis Moreau        | Peter Pieters         |
| 1992 | Bruno Risi         | Jonas Romanovas       | Juan Esteban Curuchet |
| 1993 | Etienne De Wilde   | Éric Magnin           | Vasyl Jakovlev        |
| 1994 | Bruno Risi         | Jan-Bo Petersen       | Franz Stocher         |
| 1995 | Silvio Martinello  | Remigijus Lupeikis    | Sergej Lavrenenko     |
| 1996 | Joan Llaneras      | Michael Sandstød      | Silvio Martinello     |
| 1997 | Silvio Martinello  | Bruno Risi            | Joan Llaneras         |
| 1998 | Joan Llaneras      | Andreas Kappes        | Silvio Martinello     |
| 1999 | Bruno Risi         | Vasyl Jakovlev        | Cho Ho-Sung           |
| 2000 | Joan Llaneras      | Matthew Gilmore       | Franz Stocher         |
| 2001 | Bruno Risi         | Juan Esteban Curuchet | Franz Stocher         |
| 2002 | Chris Newton       | Franz Stocher         | Juan Esteban Curuchet |
| 2003 | Franz Stocher      | Joan Llaneras         | Jos Pronk             |

| År   | Vinnare              | Tvåa                 | Trea                  |
| 2004 | Franck Perque        | Milton Wynants       | Juan Esteban Curuchet |
| 2005 | Volodymyr Rybin      | Ioannis Tamouridis   | Joan Llaneras         |
| 2006 | Peter Schep          | Rafał Ratajczyk      | Vasil Kiryjenka       |
| 2007 | Joan Llaneras        | Iljo Keisse          | Michail Ignatiev      |
| 2008 | Vasil Kiryjenka      | Christophe Riblon    | Peter Schep           |
| 2009 | Cameron Meyer        | Daniel Kreutzfeldt   | Chris Newton          |
| 2010 | Cameron Meyer        | Peter Schep          | Milan Kadlec          |
| 2011 | Edwin Ávila          | Cameron Meyer        | Morgan Kneisky        |
| 2012 | Cameron Meyer        | Ben Swift            | Kenny De Ketele       |
| 2013 | Simon Yates          | Eloy Teruel          | Kirill Svesjnikov     |
| 2014 | Edwin Ávila          | Thomas Scully        | Eloy Teruel           |
| 2015 | Artur Jersjov        | Eloy Teruel          | Maximilian Beyer      |
| 2016 | Jonathan Dibben      | Andreas Graf         | Kenny De Ketele       |
| 2017 | Cameron Meyer        | Kenny De Ketele      | Wojciech Pszczolarski |
| 2018 | Cameron Meyer        | Jan-Willem van Schip | Mark Stewart          |
| 2019 | Jan-Willem van Schip | Sebastián Mora       | Mark Downey           |
| 2020 | Corbin Strong        | Sebastián Mora       | Roy Eefting           |
| 2021 | Benjamin Thomas      | Kenny De Ketele      | Vincent Hoppezak      |
| 2022 | Yoeri Havik          | Roger Kluge          | Fabio Van Den Bossche |
| 2023 | Aaron Gate           | Albert Torres        | Fabio Van Den Bossche |
| 2024 | Sebastián Mora       | Niklas Larsen        | Philip Heijnen        |

### Damer
| År   | Vinnare               | Tvåa                  | Trea                  |
| 1988 | Sally Hodge           | Barbara Ganz          | Monique de Bruin      |
| 1989 | Jeannie Longo         | Barbara Ganz          | Janie Eickhoff        |
| 1990 | Karen Holliday        | Svetlana Samochvalova | Kristel Werckx        |
| 1991 | Ingrid Haringa        | Kristel Werckx        | Janie Eickhoff        |
| 1992 | Ingrid Haringa        | Barbara Ganz          | Janie Eickhoff        |
| 1993 | Ingrid Haringa        | Svetlana Samochvalova | Jessica Grieco        |
| 1994 | Ingrid Haringa        | Svetlana Samochvalova | Ludmilla Gorojanskaja |
| 1995 | Svetlana Samochvalova | Nada Cristofoli       | Nathalie Lancien-Even |
| 1996 | Svetlana Samochvalova | Janie Eickhoff        | Gulnara Fatkulina     |
| 1997 | Natalia Karimova      | Teodora Ruano         | Belem Guerrero        |
| 1998 | Teodora Ruano         | Belem Guerrero        | Olga Sljusareva       |
| 1999 | Marion Clignet        | Judith Arndt          | Sarah Ulmer           |
| 2000 | Marion Clignet        | Judith Arndt          | Olga Sljusareva       |
| 2001 | Olga Sljusareva       | Katherine Bates       | Belem Guerrero        |
| 2002 | Olga Sljusareva       | Lada Kozlíková        | Vera Carrara          |
| 2003 | Olga Sljusareva       | Edita Kubelskienė     | Yoanka González       |
| 2004 | Olga Sljusareva       | Vera Carrara          | Belem Guerrero        |
| 2005 | Vera Carrara          | Olga Sljusareva       | Katherine Bates       |
| 2006 | Vera Carrara          | Olga Sljusareva       | Gema Pascual          |
| 2007 | Katherine Bates       | Mie Bekker Lacota     | Catherine Cheatley    |

| År   | Vinnare              | Tvåa              | Trea                 |
| 2008 | Marianne Vos         | Trine Schmidt     | Vera Carrara         |
| 2009 | Giorgia Bronzini     | Yumari González   | Elizabeth Armitstead |
| 2010 | Tara Whitten         | Lauren Ellis      | Tatstsjana Sjarakova |
| 2011 | Tatstsjana Sjarakova | Jarmila Machačová | Giorgia Bronzini     |
| 2012 | Anastasia Tchulkova  | Jasmin Glaesser   | Caroline Ryan        |
| 2013 | Jarmila Machačová    | Sofía Arreola     | Giorgia Bronzini     |
| 2014 | Amy Cure             | Stephanie Pohl    | Jasmin Glaesser      |
| 2015 | Stephanie Pohl       | Minami Uwano      | Kimberly Geist       |
| 2016 | Katarzyna Pawłowska  | Jasmin Glaesser   | Arlenis Sierra       |
| 2017 | Elinor Barker        | Sarah Hammer      | Kirsten Wild         |
| 2018 | Kirsten Wild         | Jennifer Valente  | Jasmin Duehring      |
| 2019 | Alexandra Manly      | Lydia Boylan      | Kirsten Wild         |
| 2020 | Elinor Barker        | Jennifer Valente  | Anita Stenberg       |
| 2021 | Lotte Kopecky        | Katie Archibald   | Kirsten Wild         |
| 2022 | Neah Evans           | Julie Leth        | Jennifer Valente     |
| 2023 | Lotte Kopecky        | Georgia Baker     | Tsuyaka Uchino       |
| 2024 | Julie Norman Leth    | Lotte Kopecky     | Lara Gillespie       |